# Sierra Nevada de Santa Marta
Die im Norden Kolumbiens gelegenen Bergketten der Sierra Nevada de Santa Marta sind geografisch ein isolierter Teil der Zentralkordilleren Südamerikas. Ihre und damit Kolumbiens höchste Gipfel sind mit jeweils 5775 Metern der Pico Cristóbal Colón und der Pico Simón Bolívar. Die Gipfel liegen nur 45 Kilometer von der Karibikküste entfernt. Die Bergkette gilt damit als höchstes Küstengebirge der Welt. Der größte Teil der Sierra Nevada de Santa Marta liegt im Departamento del Magdalena mit 6144 Quadratkilometern gefolgt von La Guajira mit 5451 Quadratkilometern und dem Departamento del Cesar mit 4264 Quadratkilometern. Sie gehört zur Región Caribe. Die Sierra Nevada de Santa Marta ist Namensgeberin des Parque Nacional Natural Sierra Nevada de Santa Marta, einem Nationalpark.

## Geologie

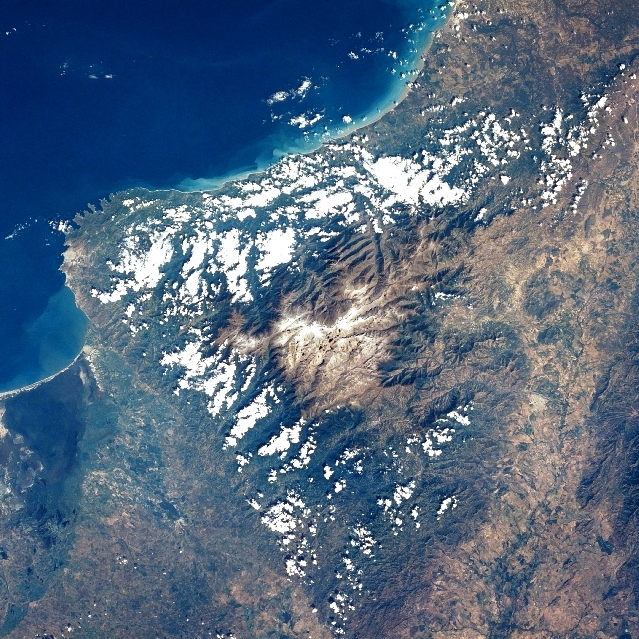
Satellitenbild aus dem Jahr 1990. Wolkenformationen treten am stärksten an der Nordflanke des Gebirges auf

Die Entstehung der Sierra Nevada de Santa Marta geht zusammen mit der Entstehung der Zentralkordilleren auf die Kollision der Karibischen Platte mit der Südamerikanischen Platte am Ende der Kreidezeit vor 80 Mio. Jahren zurück. Die ehemalige Zugehörigkeit zu den Zentralkordilleren wurde durch geochemische und geochronologische Analysen nachgewiesen. In diesem Teil der Gebirgsbildung führte die Subduktion der Karibischen Platte, die bis ins frühe Paläozän andauerte, im Bereich der Kollisionszone zur Landhebung der nördlichen Zentralkordilleren auf eine Medianhöhe von 3,4 km. Aufgrund des Vorkommens von Orthogneisen im Sevilla-Gürtel im Nordwesten des Gebirges wurde auch die Akkretion als Teil des Prozesses identifiziert. Durch die West-Ost-Migration der Karibischen Platte in Richtung des heutigen Atlantischen Ozeans kam es im Eozän und Oligozän zu einer erneuten Landhebung bzw. Exhumierung des Gebirgsmassivs. Die Trennung des Gebirgsmassivs von den Zentralkordilleren fand am Übergang von Eozän und Oligozän vor ca. 35 Mio. Jahren statt. Als Ursache wird die zunehmende Abschrägung der Konvergenzzone zwischen den kollidierenden Platten zeitgleich mit einer erhöhten Aktivität der Bucaramanga-Santa Marta-Blattverschiebung in Betracht gezogen. Die Gebirgsformation der Zentralkordilleren wurde während des Miozän zunehmend zerteilt und durch anschließende Erosionsprozesse bildete sich die heutige Tiefebene des Río Magdalena. Der dreieckige Grundriss des Gebirges deckt sich bis heute mit der Bucaramanga-Santa Marta-Blattverschiebung im Westen und mit der Oca-Blattverschiebung im Norden. Die Sierra Nevada de Santa Marta besitzt außerdem eine annähernd tetraedrische Form (siehe Satellitenbild).

## Klima und Gewässer
Entsprechend der Klimaklassifikation von Köppen und Geiger lässt sich das Klima des Gebirges in fünf Klassen einteilen. Im bewaldeten Areal des Gebirges liegt subtropisches, isothermales Hochlandklima (Cwbi) und ozeanisches, isothermales Klima (Cfbi) vor, während in den Tieflagen tropisches Savannenklima (Aw) vorherrscht. Oberhalb von ca. 3000 m liegt Tundrenklima (ET) und Gletscherklima (EF) vor. Das Klima wird vor allem von der jahreszeitlichen Verlagerung der innertropischen Konvergenzzone bestimmt. Dadurch verteilt sich die Regenzeit auf die Monate April bis Juni und August bis November. In den übrigen Monaten ist Trockenzeit. Die regenreichsten Monate sind Mai und Oktober. Bedingt durch die Küstennähe strömt der wasserbeladene Nordostpassat an die Nordflanke des Gebirges und generiert in den Höhenlagen hohe Jahresniederschläge von ≤ 4100 mm. Jahresniederschläge von 2000 bis 2500 mm sind in diesem Gebiet typisch. Der örtliche Jahresniederschlag und die Jahresmitteltemperatur unterscheiden sich abhängig von der Höhenlage erheblich. Außerdem differiert das Klima zwischen den drei Flanken des Gebirges. Der Osten und Nordosten ist messbar arider und wärmer. Die Jahresniederschläge liegen in diesem Gebiet bei 1000–1500 mm. Die Tagestemperatur-Extremwerte (Min/Max) liegen auf der Nordseite bei 23,8/25,8 °C, auf der Westseite bei 22,7/28,7 °C und auf der Ostseite bei 24,4/32,4 °C (400 m ü. NHN).
Die Sierra Nevada de Santa Marta bildet die Quelle für 36 Flüsse in der Region, darunter der Río Cesar, Ranchería, Palomino, Don Diego, Guatapuri, Dunachui, Candúmaque und Aracataca. Diese stellen eine wichtige Süßwasserquelle mit ca. 10 Mrd. m³ pro Jahr für die Region dar.
Im Zeitraum 1954–2017 hat sich die von Gletschern bedeckte Fläche der Bergkette um 76,1 km² reduziert. In den letzten 150 Jahren ist ein Rückgang der Gletscherfläche von 91 % berechnet worden (Stand 2020).

## Fauna
In der Sierra Nevada de Santa Marta kommen einige endemische, das heißt nur dort vorkommende Tierarten vor. Dazu zählen der Santa-Marta-Kapuzineraffe (Cebus malitiosus), die Rotschopf-Baumratte (Santamartamys rufodorsalis), die Santa-Marta-Elfe (Chaetocercus astreans), der Santa-Marta-Zaunkönig (Troglodytes monticola) und die Santa-Marta-Kreischeule (Megascops gilesi), der Santa-Marta-Degenflügel (Campylopterus phainopeplus) und der Magdalena-Riesenglasfrosch (Ikakogi tayrona). Im Jahr 1979 wurde der 1964 gegründete, 3830 km² große Nationalpark Sierra Nevada de Santa Marta von der UNESCO als Biosphärenreservat anerkannt.

## Indigene Bevölkerung
In den Tälern der Sierra Nevada leben heute noch vier verschiedene Indianerstämme, die Kogi, die Arhuaco (auch Ika genannt), die Wiwa und die Asario (auch Sánha genannt). Insgesamt bevölkern heute geschätzte 20.000 Angehörige indigener Völker die Sierra, deren traditionelle Lebensweise und natürlichen Lebensräume zunehmend bedroht sind.

## Wirtschaft und Politik
Die Sierra Nevada de Santa Marta wird vorwiegend landwirtschaftlich genutzt. Im Vergleich zur landwirtschaftlichen Produktionsleistung des gesamten Departamento del Magdalena macht sie jedoch nur einen kleinen Teil aus. Den größten Anteil am landwirtschaftlichen Flächenbedarf besitzt der Anbau von Kaffee in einer Höhenlage von 600–1500 m gefolgt vom Anbau von Ölpalmen, Bananen und Mais. In geringerem Umfang werden Kakao, Baumwolle, Mangos, Maniok und Zitrusfrüchte angebaut. Auch die Nutzung von Weideland zur Viehzucht findet in niedrigeren Höhenlagen statt.
In den 1970er Jahren wurde die Sierra als Hauptanbaugebiet für Marihuana bekannt, wobei später der Coca-Anbau dominant wurde. Die isolierten Gegenden der Sierra wurden früher durch die FARC-Guerillabewegung und die Paramilitärs des lokalen Drogenhändlers und Großgrundbesitzers Hernán Giraldo kontrolliert.
Die Demobilisierung von Hunderten von FARC-Guerillas, die mehr als 50 Jahre lang einige der entlegensten Gebiete des Landes wie die Sierra kontrollierten, öffnete seit dem Friedensabkommen 2016 mit der Regierung die Tür zu einem Boom des Tourismus. Nach dem Kohlenwasserstoffsektor und der Verdrängung von Industriezweigen wie Kaffee ist der Tourismus die zweitwichtigste Devisenquelle für die Bevölkerung geworden.

## Galerie

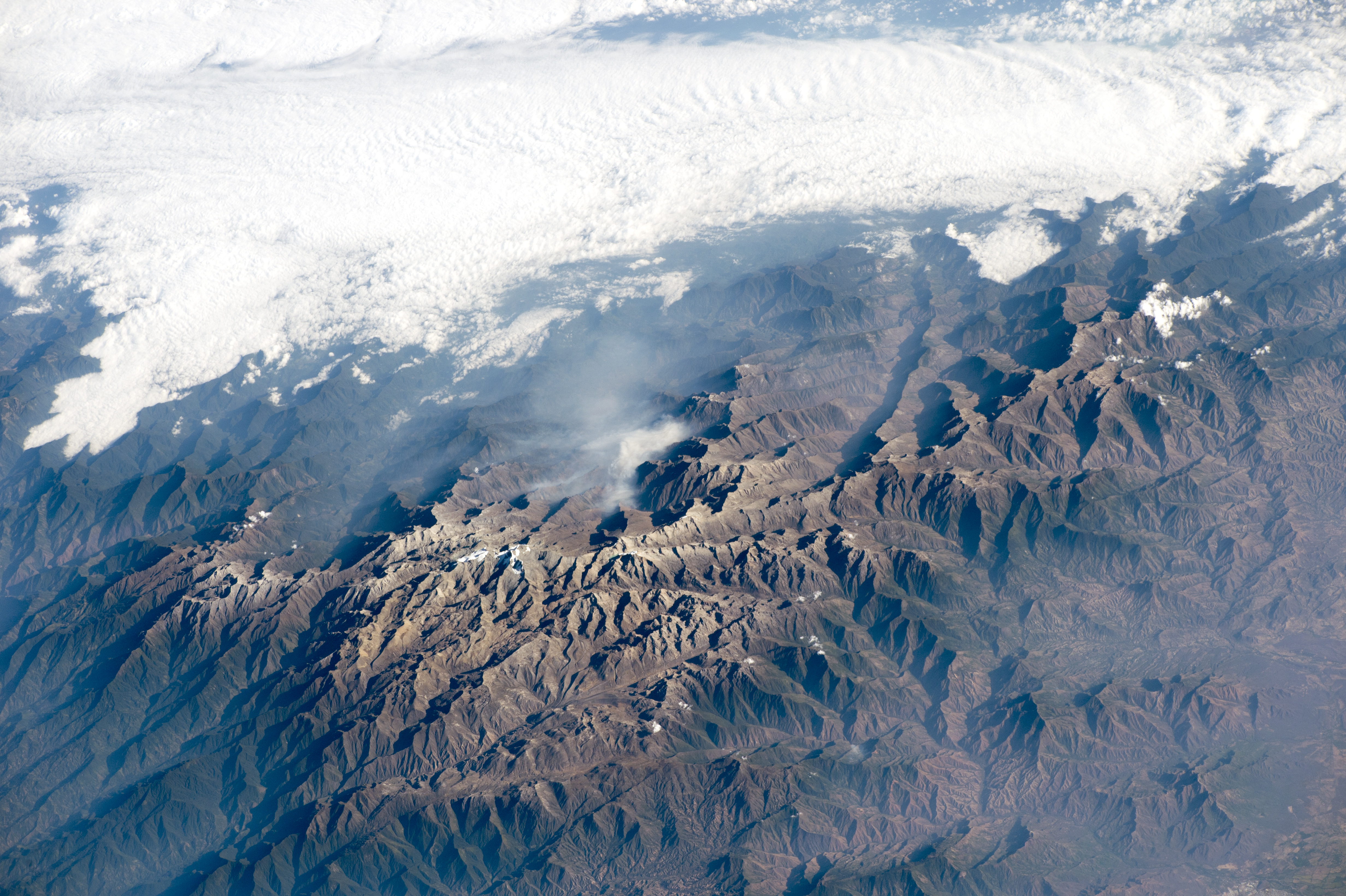
Aufnahme aus Richtung SO während der ISS-Expedition 42 aus 398 km Höhe
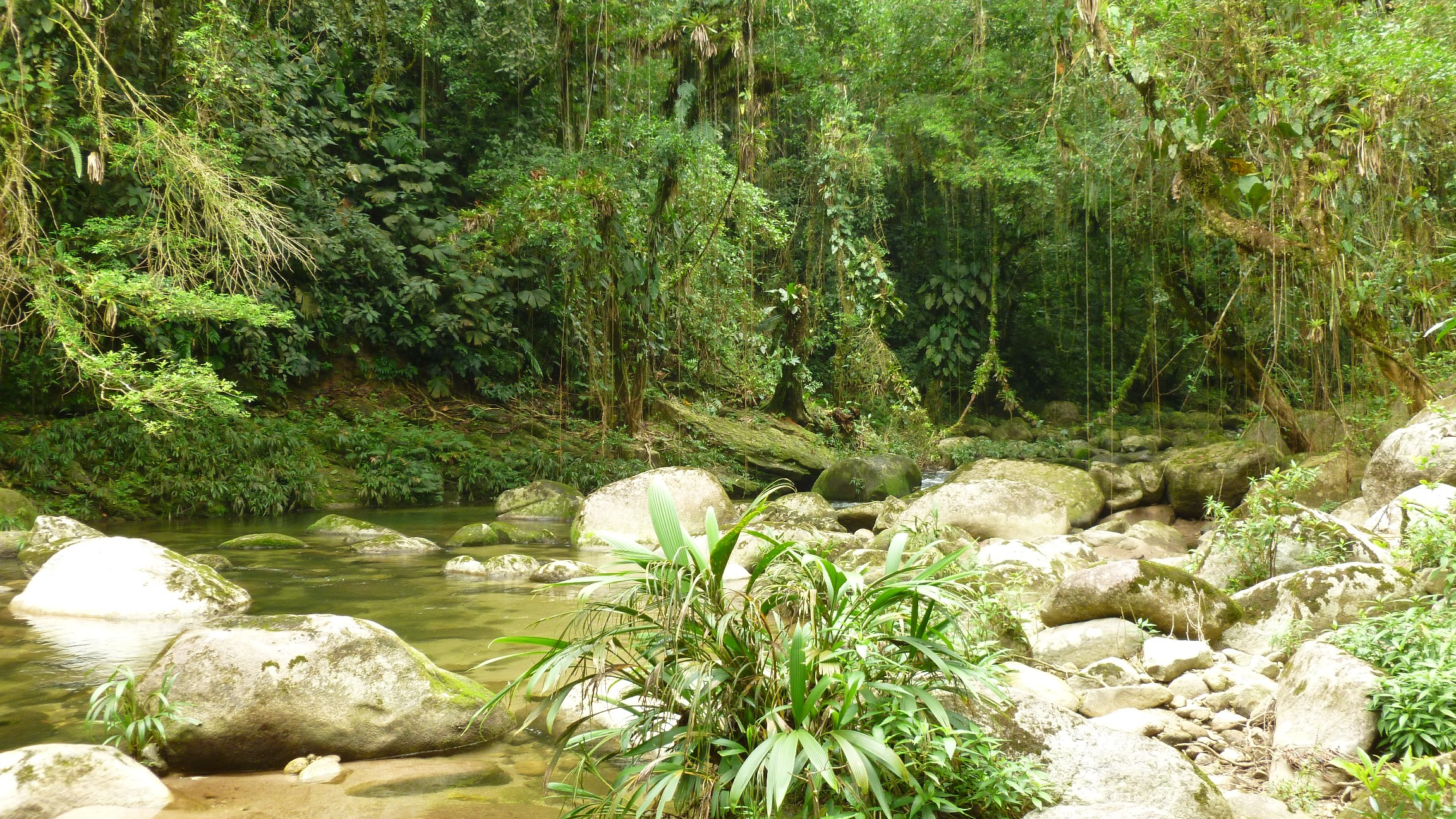
Primärwald und Bach
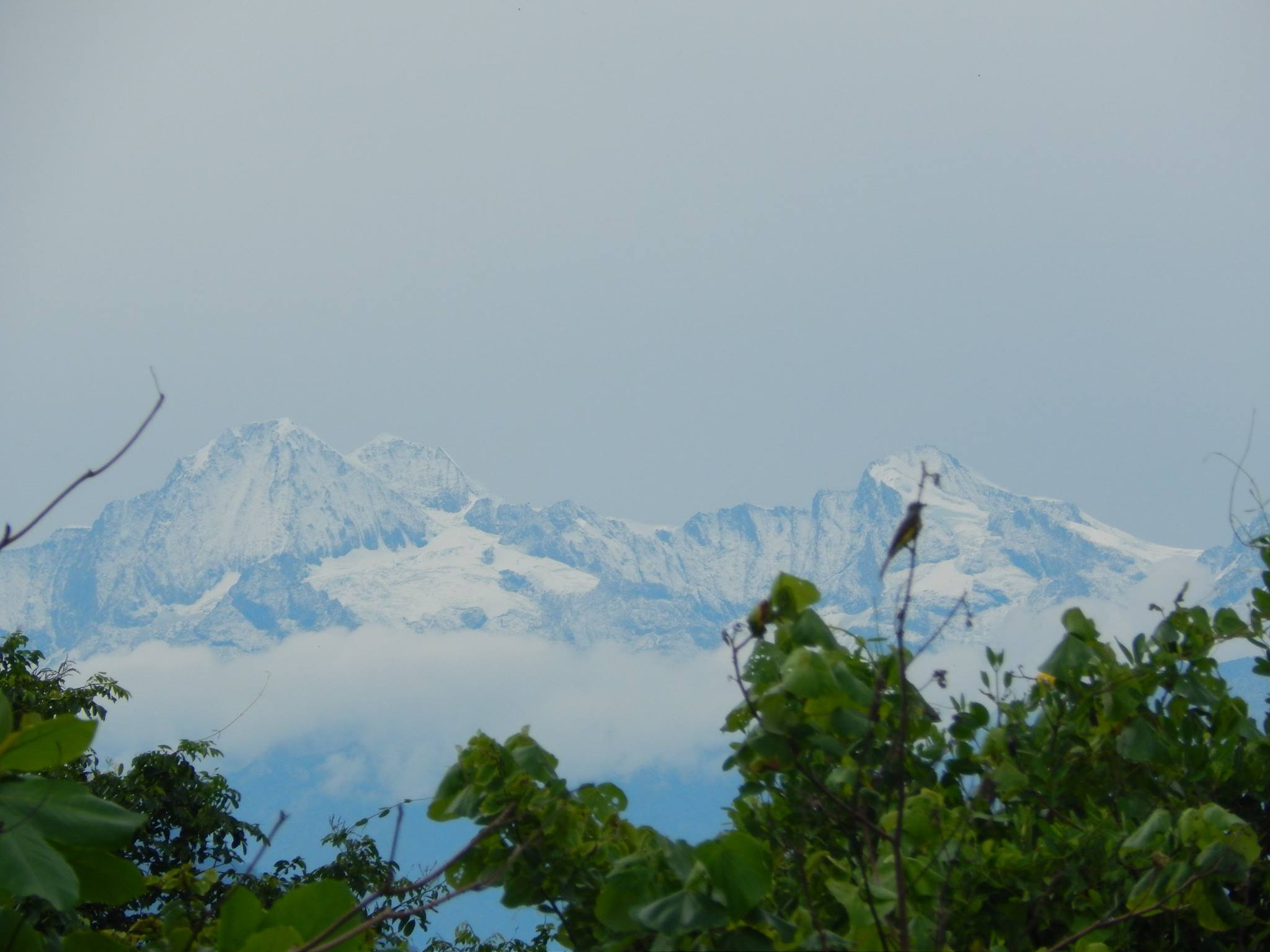
Pico Cristóbal Colón, Pico Simón Bolívar und Pico Simmonds
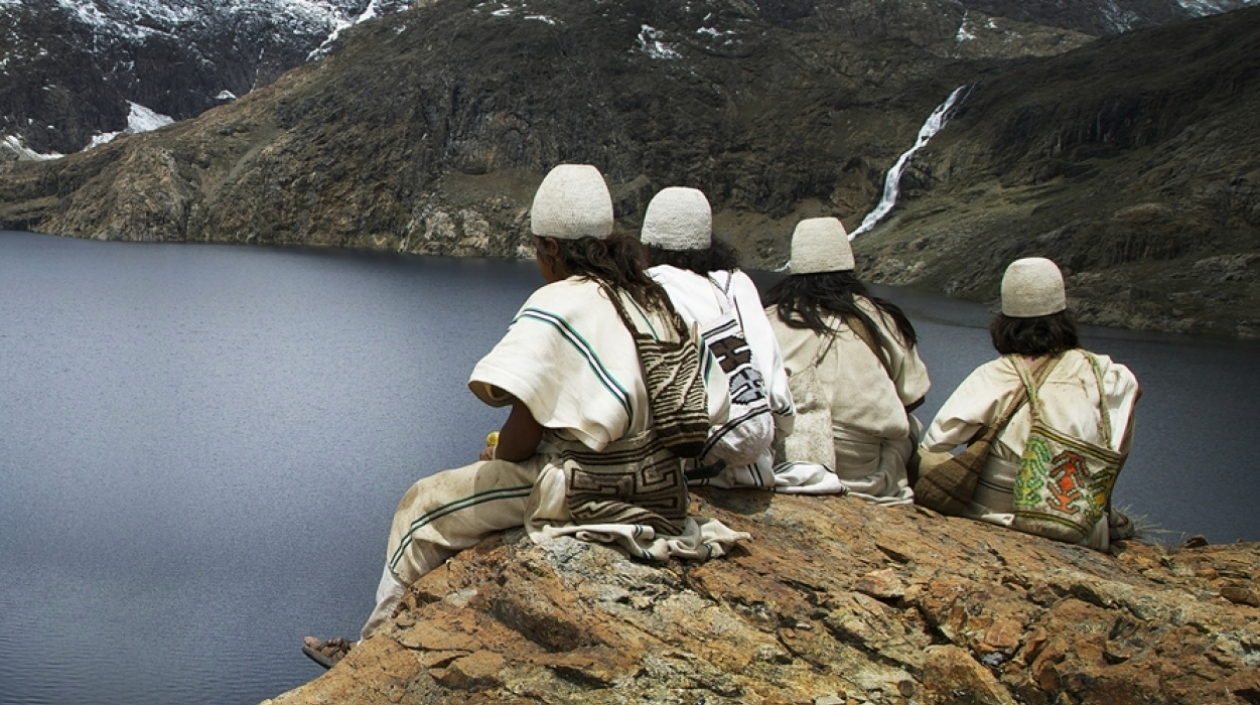
Einer der vielen Gebirgsseen der Sierra Nevada de Santa Marta
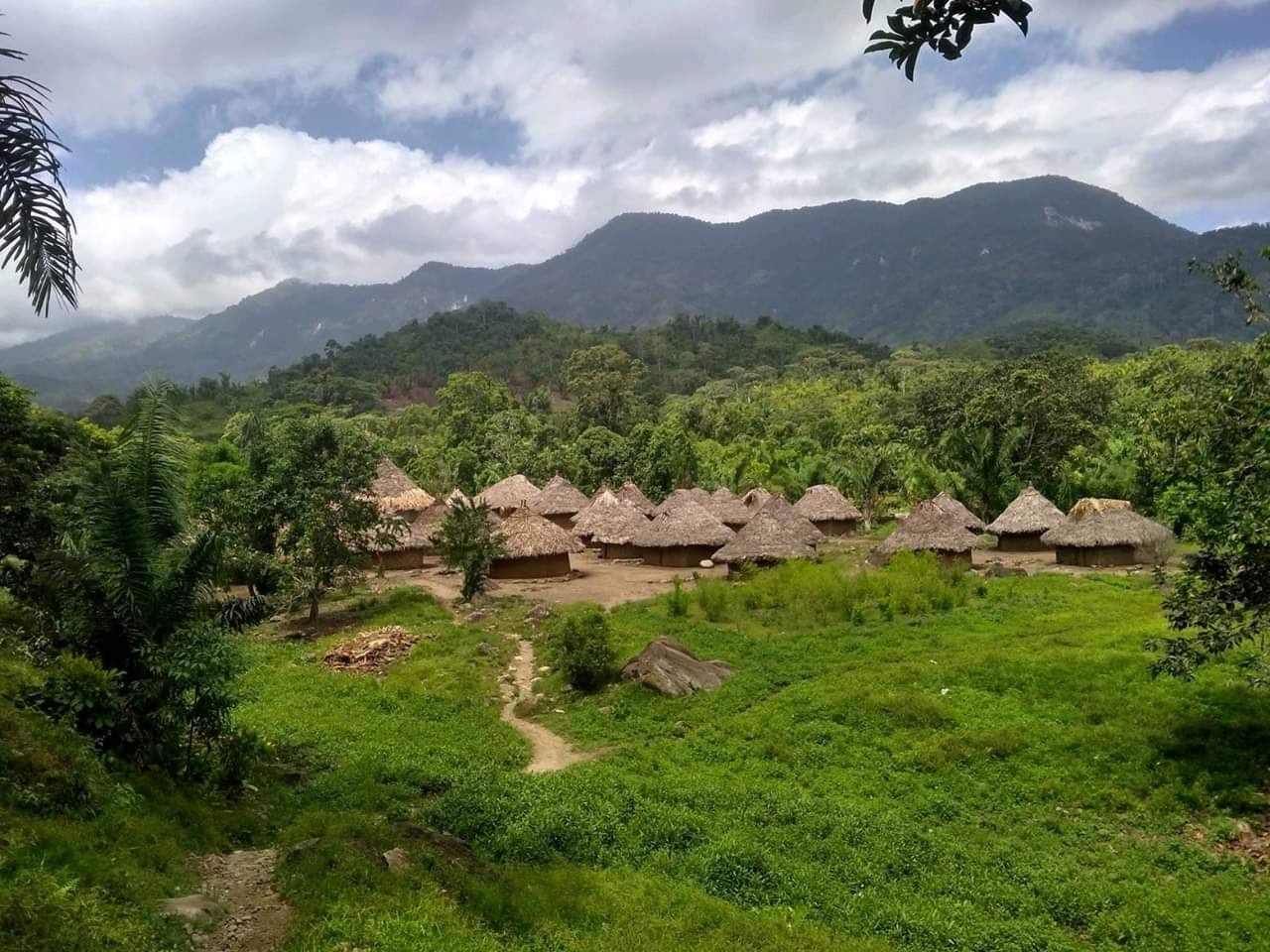
Eine Siedlung der Kogi